# L1E3
Light Amphibious Tank L1E3 — лёгкий плавающий танк Британии.

## История создания
В конце 1930-х гг. чиновники из британского War Office (по всей видимости, находясь под впечатлением от развития бронетехники в соседних странах) пришли к выводу, что сухопутным силам необходимо иметь на вооружении амфибийные бронемашины и в первую очередь это должны быть танки. Успех этого предприятия напрямую зависел от того, по какому пути пойдут британские инженеры. Продолжая развивать направление удачных, но уже порядком устаревших танков серии А4Е11\А4Е12, специалисты фирмы Vickers по сути разработали улучшенную их модель.

## Описание конструкции
Основной акцент делался на хорошую плавучесть. Соответственно, корпус танка получил специфические «корабельные» обводы. Поплавки с алюминиевой обшивкой были включены в конструкцию корпуса, хотя и не являлись его несущими элементами. Необычным также было использование «гофра» — сравнительно тонких металлических пластин, которые по замыслу разработчиков должны были способствовать улучшению курсовой управляемости танка на воде. В носовой части корпуса располагалась трансмиссия. Места для водителя и командира машины (он же выполнял обязанности пулеметчика) находились в центральной части корпуса. Для улучшения работы экипажа над боевым отделением была выполнена коробкообразная надстройка, на которой устанавливалась башня конической формы. Высадка и посадка из танка проводилась через верхний башенный люк. Вооружение состояло из единственного 7,71-мм пулемета Vickers.
Ходовая часть была выполнена по аналогии с более ранними моделями легких танков Vickers. Применительно на один борт она состояла из двух тележек с двумя обрезиненными опорными катками каждая с подвеской типа «двойные ножницы». Задний каток второй тележки также выполнял функции направляющего колеса. Ведущие колеса с цевочным зацеплением располагались спереди. Мелкозвенчатая гусеница состояла из стальных одногребневых траков. Верхняя ветвь гусеницы поддерживалась двумя роликами на каждый борт. На воде танк передвигался при помощи двух гребных винтов, установленных под моторным отсеком.
На танке устанавливался карбюраторный 6-цилиндровый двигатель Meadows ESTB мощностью 88 л. с., оснащенный жидкостной системой охлаждения. Выхлопная труба и глушитель крепились на крыше моторного отсека. Запас топлива составил 25 галлонов (94,64 литра). Воздуха для охлаждения агрегатов силовой установки подавался вентиляторами через люк в крыше, которые были закрыты общей бронированной крышкой. По всей видимости, на прототип оснащался трансмиссией механического типа, аналогичная лёгким танкам типа Vickers.

## Конструкция и потенциал развития
Единственный опытный образец плавающего танка, получивший название L1E3 (он же Tank Light Amphibious, No 3, регистрационный номер FME 985 и серийный Т2430) был построен в 1939 году. Несмотря на то, что данный тип танка не вписывался в британскую концепцию, прототип передали в распоряжение 8-го гусарского полка (8th Hussars), где были проведены его всесторонние испытания. Сравнительно с А4Е12 был достигнут определённый успех, но в целом L1E3 не отвечал текущим требованиям. При сохранении отличных качеств мобильности на суше L1E3 оказался не так хорош на плаву. Критическими для этой машины стал моменты входа и выходы из воды. Танк попытались модернизировать оставив только один поддерживающий ролик и заменив гофрированную носовую часть на секцию из гладкой обшивки. Тем не менее, устранить все выявленные недостатки британским инженерам не удалось, и дальше экспериментов работы не продвинулись. Окончательно программу свернули после начала Второй Мировой войны, когда доминирующий стали заказы на пехотные и крейсерские танки.
После войны L1E3 был передан в экспозицию музея бронетанковой техники в Бовингтоне. Этот танк прошёл лишь «косметическую» реставрацию и находится не в лучшей форме (деформирована носовая часть, правый борт в районе башне и левый поплавок на борту моторного отсека).